# 科曼德烏鄉

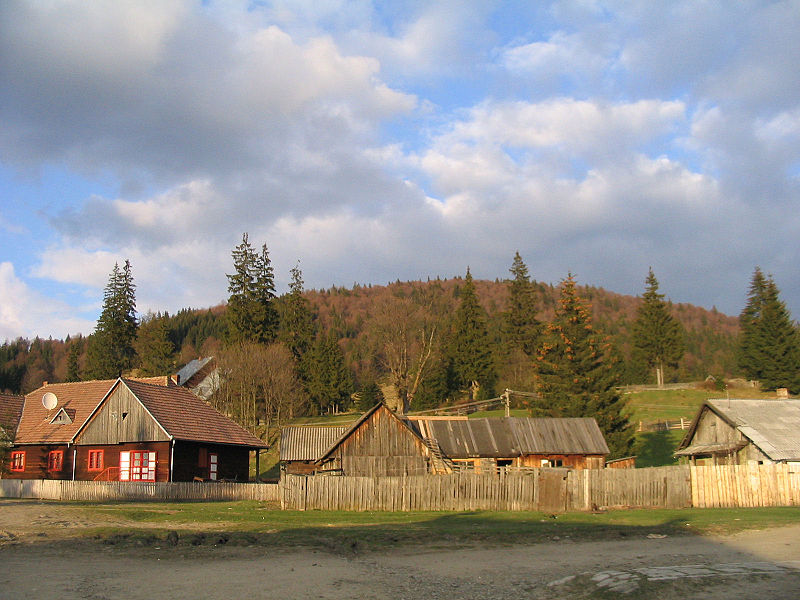

45°46′0″N 26°16′0″E / 45.76667°N 26.26667°E
科曼德烏鄉（羅馬尼亞語：Comuna Comandău, Covasna），是羅馬尼亞的鄉份，位於該國中部，由科瓦斯納縣負責管轄，面積8平方公里，海拔高度1,015米，2007年人口1,035，人口密度每平方公里124人。